# Pleospora glacialis
Pleospora glacialis är en svampart som tillhör divisionen sporsäcksvampar, och som beskrevs av Gustav Niessl von Mayendorf. Pleospora glacialis ingår i släktet Pleospora, och familjen Pleosporaceae. Arten är reproducerande i Sverige.